# Abtropfjoghurt
Abgetropfter Joghurt bzw. Abtropfjoghurt ist der klassische in Griechenland verwendete Joghurt und wird deshalb auch „Griechischer Joghurt“ genannt. Er wird durch das Abtropfen weitgehend von Wasser und Molke getrennt und ist dadurch in der Konsistenz fest, milchiger im Geschmack und meistens fettreicher. Er ist Grundlage vieler Rezepte der griechischen Küche wie z. B. Tsatsiki, Desserts oder zum Garen in der kretischen Küche, eignet sich aber auch zum Dekorieren.

## Eigenschaften
Abtropfjoghurt ist vor allem am signifikant höheren Eiweißgehalt erkennbar, der im Vergleich zu anderen Joghurts fast doppelt so hoch ist, etwa sieben bis acht Prozent. Dafür werden Kuhmilch, Schafsmilch oder Ziegenmilch fermentiert, die trotz desselben Herstellungsverfahrens eine große Bandbreite an Geschmack und Konsistenz hervorbringen.
Der Joghurt enthält mit sieben bis zehn Prozent fast so viel Fett wie Sahnejoghurt, es gibt aber auch fettarme oder fettfreie Varianten. Vor allem in den USA haben feste, cremige, und proteinhaltige Joghurts unter dem Begriff „Griechischer Joghurt“ einen Gesundheitstrend begründet und sind inzwischen erfolgreicher als die Produkte des griechischen Herstellers Fage, der als erster auf dem amerikanischen Markt vertreten war, und sind in fettarmen oder fettfreien Varianten auch Bestandteil der Diätpläne von Weight Watchers. Die FAZ merkt an, der Joghurt tropfe zwar länger ab, sei aufgrund des geringen Fettgehalts aber eigentlich „gar kein richtiger griechischer Joghurt“.

## Herstellung
Abtropfjoghurt kann mit allen Milcharten und Joghurtkulturen hergestellt werden. Traditionell kamen zur Dicklegung Leintücher zum Einsatz, großtechnisch werden Mikro- bzw. Ultrafiltration oder Separatoren (Abscheider) eingesetzt. Während ein Liter normaler Joghurt aus einem Liter Milch hergestellt wird, sind es beim Abtropfjoghurt vier Liter Milch und damit mehr als beim türkischen Süzme Yoğurt. Dabei verliert er fast 70 Prozent Wasser und Molke.
Ursprünglich wurde Griechischer Joghurt ebenso wie der bulgarische mit dem Lactobacillus bulgaricus hergestellt. Diese Joghurtkultur erzeugt schon durch das Fermentieren einen quarkähnlich stichfesten Joghurt, der frisch und leicht säuerlich schmeckt und keinen Nachgeschmack hat. Historiker vermuten, dass die Protobulgaren als Nomaden das Fermentieren von Ziegen- und Schafsmilch als Verfahren zur Haltbarmachung entdeckt haben. Heute werden die meisten Abtropfjoghurts mit dem milder schmeckenden Bakterienstamm Acidophilus hergestellt, teilweise aber auch mit Streptococcus thermophilus.
Als Ausgangsmilch werden Kuhmilch, Schafsmilch und Ziegenmilch verwendet. Traditionell wurde in Griechenland Schafmilch verwendet. Auch heute wird Joghurt aus Schafmilch häufig in griechischer Art angeboten, da Schafmilch von Natur aus mehr Eiweiß und Milchfett enthält und weniger Wasser als die meisten anderen Milcharten (vgl. Tabelle Milch#Zusammensetzung). Damit ist die Ausbeute höher und es wird eine gute Festigkeit erreicht.

## Abgrenzung zu Herstellungsverfahren
Abtropfjoghurt und Griechischer Joghurt sind keine Synonyme. Die Angabe „Griechischer Joghurt“ ist in der EU geschützt, der so bezeichnete Joghurt muss aus Griechenland stammen. Außerhalb Griechenlands hergestellte Joghurts werden als „Joghurt griechischer Art“ verkauft. Beide Bezeichnungen geben keinen Hinweis auf das Herstellungsverfahren oder eine bestimmte Konsistenz. Bei den meisten als „griechischer Art“ deklarierten Joghurts handelt es sich um Sahnejoghurts oder Joghurts mit Verdickungsmitteln. Sie kommen auf einen Eiweißgehalt von 2,3 bis 4 Prozent, ebenso wie ein normaler Joghurt.